# Paulí II

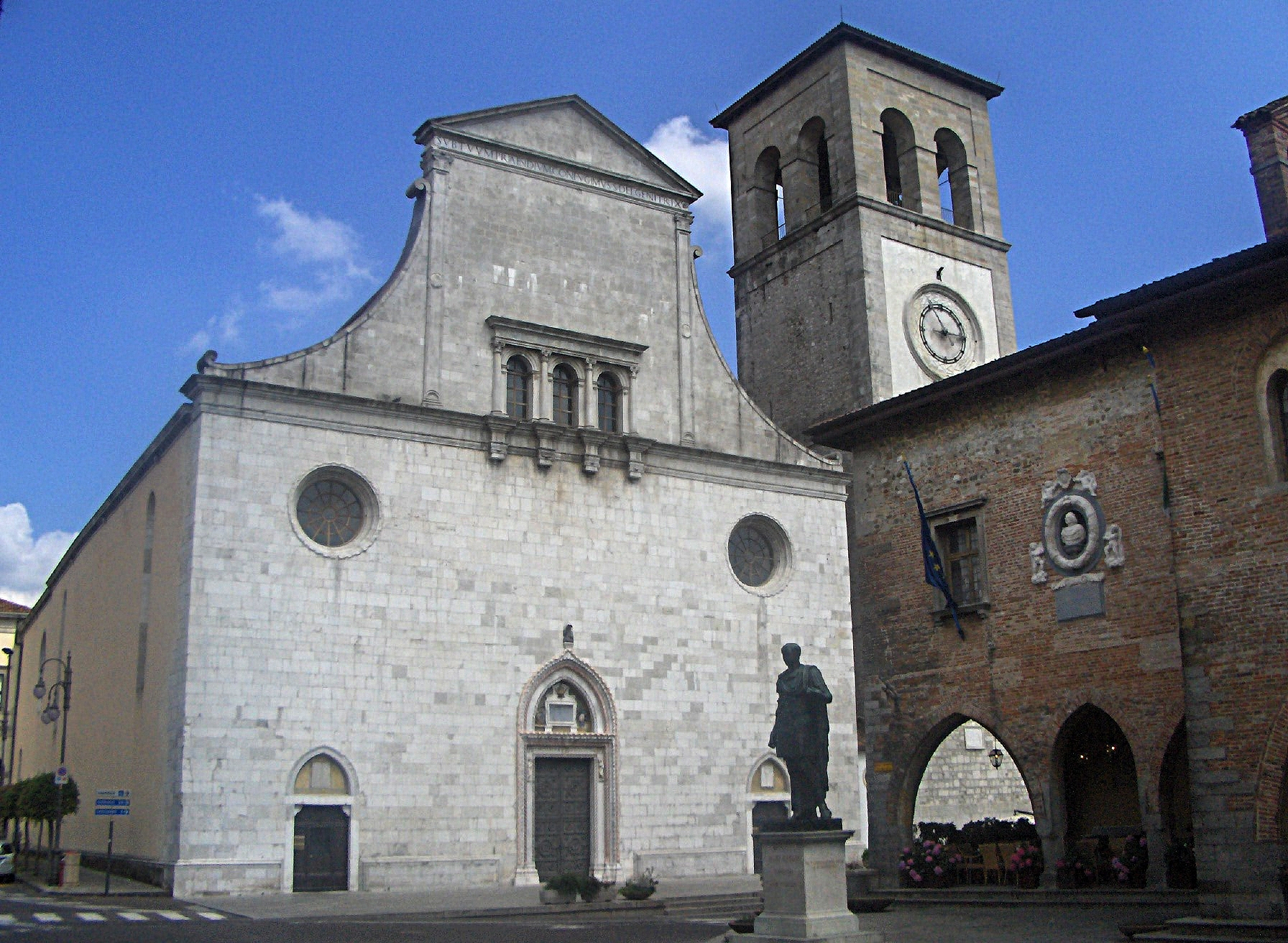
Catedral de Cividale, on és enterrat

Paulí d'Aquileia o Paulí II com a patriarca de la ciutat (Premariacco, ~750 - Cividale del Friuli, 11 de gener de 802) fou un religiós vènet, patriarca d'Aquileia i figura destacada del Renaixement carolingi. És venerat com a sant a diverses confessions cristianes.

## Biografia
Paulí d'Aquileia nasqué a Premariacco, prop de Forum Iulii (actual Cividale del Friuli), en una família probablement d'origen romà, al final del període del domini longobard. Va estudiar a l'escola patriarcal de Cividale i, després de la seva ordenació com a prevere, fou mestre en la mateixa escola. Va fer-se conegut per la seva cultura llatina, pagana i cristiana, i pel seu domini del dret, la patrística i les Sagrades Escriptures.
Quan Carlemany va conquerir el regne llombard, va conèixer Paulí, a qui admirà per la seva cultura. La fidelitat demostrada per Paulí durant la rebel·lió del duc Hrodgaud en 776 va fer que Carlemany li donés propietats a la regió i el convidés a anar a la cort d'Aquisgrà, per ocupar un lloc de magister grammaticus a la Schola Palatina d'Aquisgrà que l'emperador havia fundat. Paulí hi fou entre 776 i 787, i va col·laborar amb Alcuí de York, a més de conèixer altres personalitats com Pere de Pisa, Fardulf, Arnó de Salzburg, Albric, Bona, Riculf, Raefgot, Radó, Lul·li, Bassí, Fuldrad, Eginard, Adalard i Adelbert.
Va compondre poesies religioses i seculars, com també la música que les acompanyava; entre elles: Regula Fidei i, segons Dag Norberg, Ubi Caritas.

### Patriarcat d'Aquileia

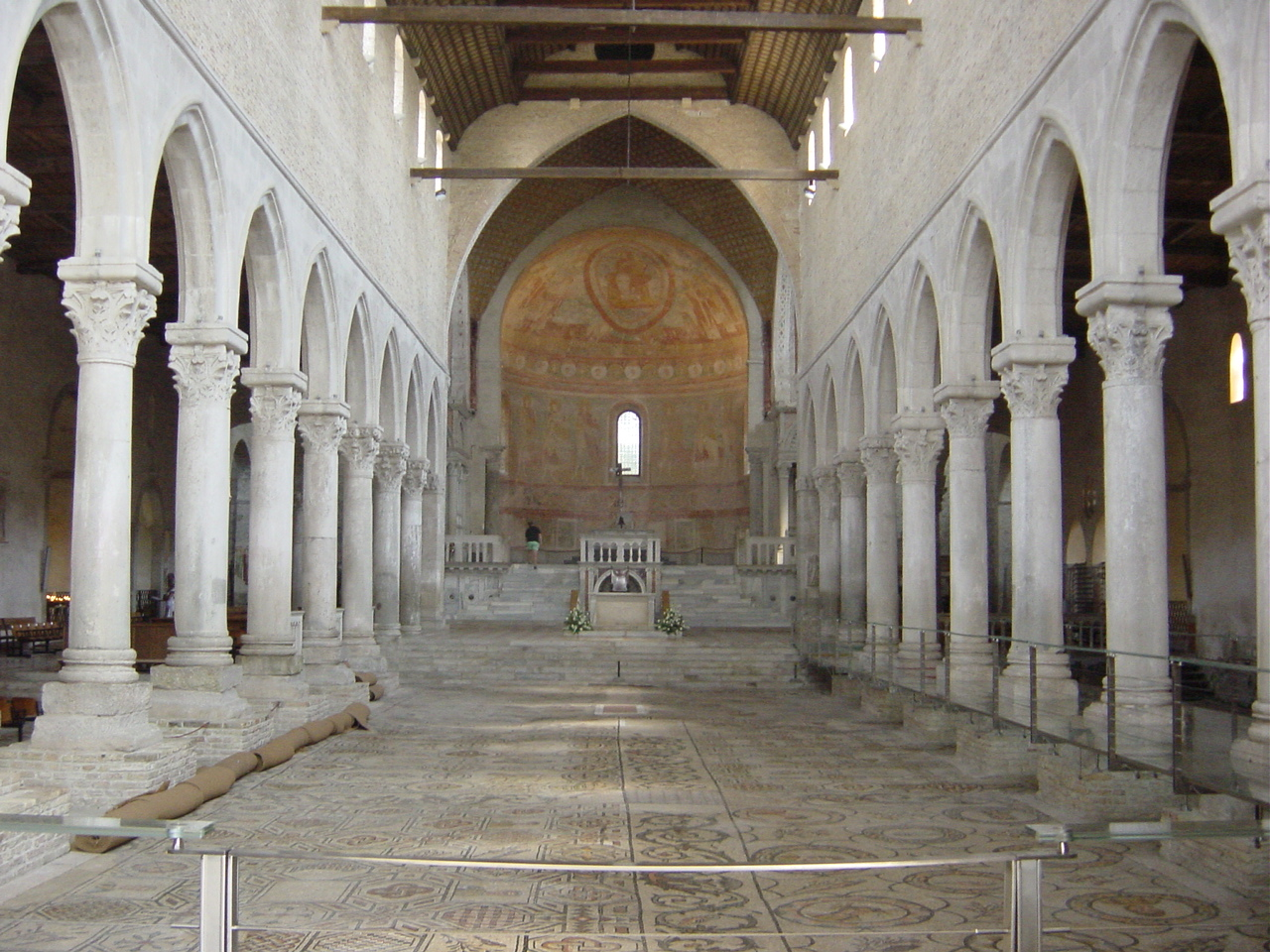
Interior de la basílica d'Aquileia

A la mort del patriarca Siguald en 787, Carlemany va proposar Paulí com a nou patriarca. Traslladà la residència del patriarca a Cividale, ja que Aquileia, des de la invasió dels huns de 452, havia entrat en declivi. Paulí impulsà reformas socials a la seu, millorant les relacions amb altres esglésies com la de la Regió d'Ístria. Aconseguí de l'emperador que el capítol d'Aquileia pogués elegir els futurs patriarques sense la intervenció reial.
Entre altres innovacions va reformar la litúrgia de la seva diòcesi. Va combatre l'heretgia adopcionista, escrivint obres teològiques com: Libellus Sacrosyllabus contra Elipandum, Contra Felicem libri tres (contra Fèlix d'Urgell), i Liber Exhortationis. Va ésser al Concili de Ratisbona del 792 i al de Frankfurt del Main del 794, on van investigar l'adopcionisme d'Elipand de Toledo.
En 796 acompanyà Pipí, el fill de l'emperador, a la campanya contra els àvars. Un cop conquerit el territori, Paulí en planificà l'evangelització, com també del territori dels eslovens. El patriarcat estengué la seva influència fins a les terres del bisbat de Salzburg. Convocà un concili a Cividale el 796, combatent novament l'adopcionisme.
Sempre defensà la independència eclesiàstica del poder imperial, però igualment va ajudar Carlemany en missions diplomàtiques, essent el seu Missus Dominicus a Pistoia. També fou legat papal de Lleó III.
Va morir en llaor de santedat l'11 de gener de 802.

## Obres
Entre les seves obres hi ha: 

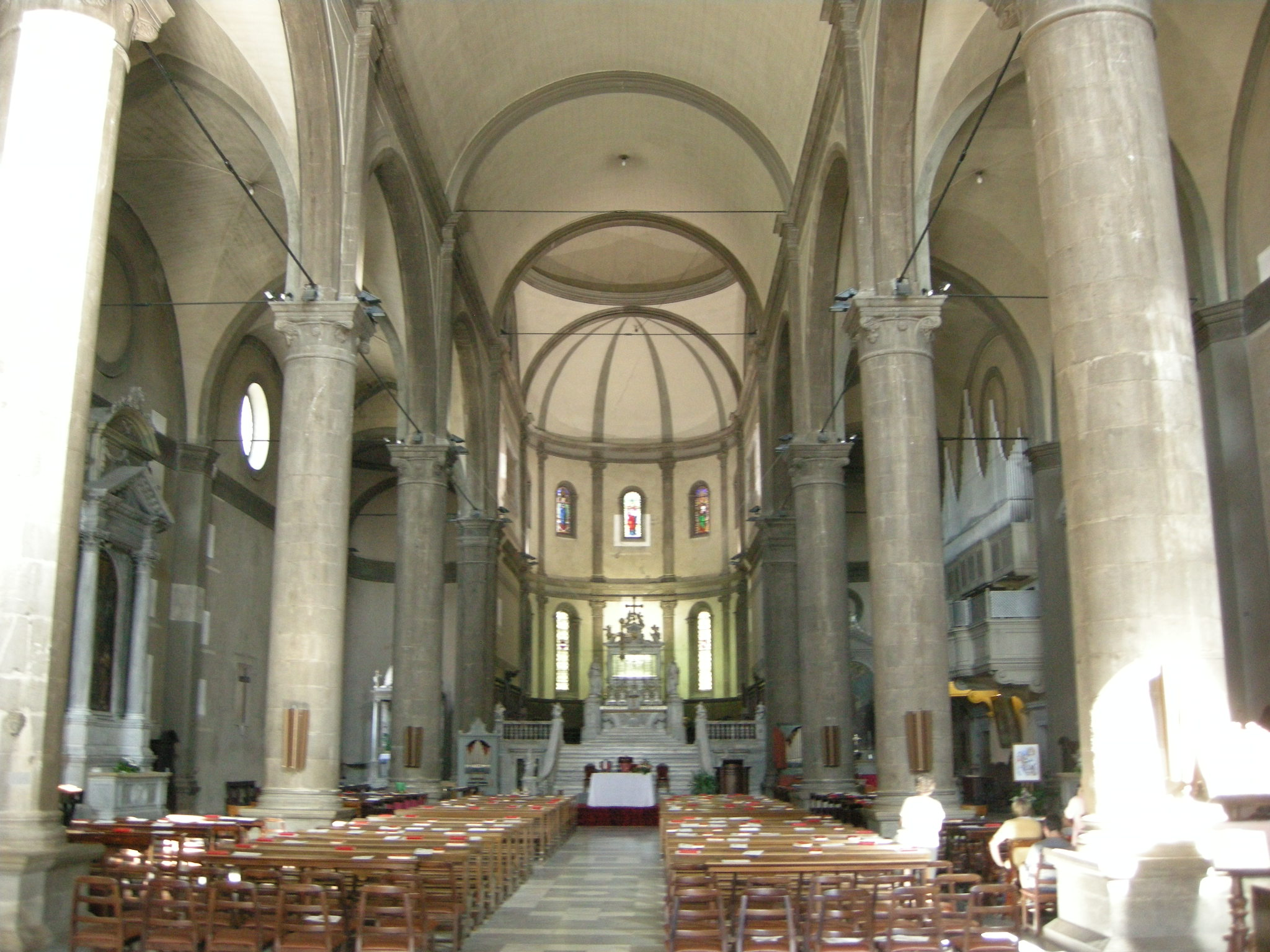
Interior de la catedral de Cividale

- Libellus Sacrosyllabus contra Elipandum
- Liber Exhortationis
- Libri III contra Felicem
- Protocol de la conferència amb Pipí i els bisbes del Danubi
- Commentarius de Epistola ad Hebreos

Com a poeta, les seves obres més conegudes són:
- Carmen de regula fidei
- Versus de Lazaro
- Planctus, elegia a la mort del duc Eric de Friuli, en 799
- De la destrucció d'Aquileia
- Vuit poemes litúrgics o himnes per al Nadal, Candelera, Quaresma, Pasqua, festa de Sant Marc, de Sant Pere i Sant Pau, i la de dedicació de la catedral.

## Veneració
Després de diversos trasllats, les relíquies de Paulí foren instal·lades sota l'altar de la cripta de la basílica de Cividale del Friuli. El seu nom comença a aparèixer a la litúrgia a les lletanies de Carles el Calb, al segle ix. La seva festa era, al Martyrologium Usuardi, l'11 de gener. En començar el segle xvii, la festa es va traslladar al 9 de febrer. L'església de Cividale el celebra el 2 de març.